# Критика на чистия разум
„Критика на чистия разум“ (на немски: Kritik der reinen Vernunft, в оригинал Critik der reinen Vernunft) е основното произведение на германския философ Имануел Кант в областта на теорията на познанието, считано за едно от най-значимите в историята на философията.
Книгата е издадена през 1781 г. в Рига. През 1787 г., отново в Рига, излиза второ издание, което е значително преработено и допълнено. Книгата е наричана още „Първата критика“. След нея Кант пише също „Критика на практическия разум“ и „Критика на способността за съждение“.
Целта на „Критика на чистия разум“, заявена от Кант, е да изследва възможността на метафизиката като наука. Тъй като книгата първоначално получава противоречиви реакции и неразбиране, през 1783 Кант пише „Пролегомени към всяка една бъдеща метафизика“, които са полемично представяне и защита на изводите на „Критиката“.
На български език книгата е преведена от Цеко Торбов и е издадена за първи път през 1967 г. (и преиздадена отново 25 години по-късно).